# Cristiano di Nassau-Dillenburg
Cristiano di Nassau-Dillenburg (Dillenburg, 12 agosto 1688 – Straßebersbach, 28 agosto 1739) fu principe di Nassau-Dillenburg, l'ultimo sovrano della linea cominciata nel 1606 con il conte Giorgio.
I suoi genitori furono il principe Enrico (1641-1701) e sua moglie, la duchessa Dorotea Elisabetta di Legnica.

## Vita
Dopo la morte dei genitori, fu il fratello maggiore Guglielmo II a occuparsi della sua educazione. Cristiano ed il suo precettore, Gustav von Moltke, furono mandati a Leida, dove Cristiano studiò entusiasticamente matematica alla locale università.
Nel 1708 Cristiano entrò nell'esercito olandese come maggiore. Il 16 aprile 1711 fu promosso colonnello. Si distinse combattendo contro i francesi durante la guerra di successione spagnola. Dopo il trattato di Utrecht del 1713, ritornò in Germania e risiedette ad Hadamar. L'ultimo principe di Nassau-Hadamar, Francesco Alessandro,  era morto nel 1711 e i suoi territori erano stati divisi tra le superstiti linee ottoniane di Nassau: Nassau-Dietz, Nassau-Dillenburg e Nassau-Siegen.
Nel 1724 morì, senza eredi maschi, anche il fratello Guglielmo II e Cristiano ereditò Nassau-Dillenburg.
Nel 1731 morì anche il principe Federico Guglielmo II di Nassau-Siegen e la linea calvinista di Nassau-Siegen si estinse.  Inizialmente, il governo di Nassau-Siegen fu assunto da Emanuele Ignazio (1688-1735), uno dei fratellastri più giovani di Guglielmo Giacinto, che era stato deposto nel 1707. Dopo la morte di Emanuele Ignazio nel 1735, Nassau-Siegen fu divisa fra le rimanenti linee ottoniane: Nassau-Dietz e Nassau-Dillenburg. In quanto capo del ramo ottoniano, Cristiano concluse un patto di successione nel 1736 con Carlo Augusto, il capo della linea valdemariana: se una delle due linee si fosse estinta in linea maschile, l'altra linea ne avrebbe ereditato i possedimenti.
Il principe Cristiano morì di un attacco di catarrhus suffocativus il 28 agosto 1739 a Straßebersbach (ora parte di Dietzhölztal). Poiché era senza figli, Nassau-Dillenburg fu divisa tra Guglielmo IV di Nassau-Dietz e Guglielmo Giacinto di Nassau-Siegen: quest'ultimo era in difficoltà finanziarie e vendette la sua quota il 17 febbraio 1742 a Guglielmo IV per 40.000 talleri.
Il principe Cristiano era cavaliere dell'ordine di Sant'Uberto.

## Matrimonio
Nel 1725, Cristiano sposò Isabella Carlotta, la figlia di Enrico Casimiro II di Nassau-Dietz.

## Antenati
|                                        |                             |                                     | Genitori                           |  |  | Nonni |  |  | Bisnonni                          |  |  | Trisnonni                    |  |
|                                        |                             |                                     |                                    |  |  |       |  |  | Luigi Enrico di Nassau-Dillenburg |  |  | Giorgio di Nassau-Dillenburg |  |
|                                        |                             |                                     |                                    |  |  |       |  |  | Luigi Enrico di Nassau-Dillenburg |  |  | Giorgio di Nassau-Dillenburg |  |
|                                        |                             | Anna Amalia di Nassau-Saarbrücken   |                                    |  |  |       |  |  | Luigi Enrico di Nassau-Dillenburg |  |  |                              |  |
| Giorgio Luigi di Nassau-Dillenburg     |                             |                                     |                                    |  |  |       |  |  | Luigi Enrico di Nassau-Dillenburg |  |  |                              |  |
|                                        |                             | Caterina di Sayn-Wittgenstein       | Ludovico I di Sayn-Wittgenstein    |  |  |       |  |  |                                   |  |  |                              |  |
|                                        |                             | Caterina di Sayn-Wittgenstein       | Ludovico I di Sayn-Wittgenstein    |  |  |       |  |  |                                   |  |  |                              |  |
|                                        |                             | Caterina di Sayn-Wittgenstein       | Elisabetta di Solms-Laubach        |  |  |       |  |  |                                   |  |  |                              |  |
| Enrico di Nassau-Dillenburg            |                             | Caterina di Sayn-Wittgenstein       |                                    |  |  |       |  |  |                                   |  |  |                              |  |
|                                        |                             | Enrico Giulio di Brunswick-Lüneburg | Giulio di Brunswick-Lüneburg       |  |  |       |  |  |                                   |  |  |                              |  |
|                                        |                             | Enrico Giulio di Brunswick-Lüneburg | Giulio di Brunswick-Lüneburg       |  |  |       |  |  |                                   |  |  |                              |  |
|                                        |                             | Enrico Giulio di Brunswick-Lüneburg | Edvige di Brandeburgo              |  |  |       |  |  |                                   |  |  |                              |  |
| Anna Augusta di Brunswick-Wolfenbüttel |                             | Enrico Giulio di Brunswick-Lüneburg |                                    |  |  |       |  |  |                                   |  |  |                              |  |
|                                        |                             | Elisabetta di Danimarca             | Federico II di Danimarca           |  |  |       |  |  |                                   |  |  |                              |  |
|                                        |                             | Elisabetta di Danimarca             | Federico II di Danimarca           |  |  |       |  |  |                                   |  |  |                              |  |
|                                        |                             | Elisabetta di Danimarca             | Sofia di Meclemburgo-Güstrow       |  |  |       |  |  |                                   |  |  |                              |  |
| Guglielmo II di Nassau-Dillenburg      |                             | Elisabetta di Danimarca             |                                    |  |  |       |  |  |                                   |  |  |                              |  |
|                                        | Giovanni Cristiano di Brieg | Gioacchino Federico di Brieg        |                                    |  |  |       |  |  |                                   |  |  |                              |  |
|                                        | Giovanni Cristiano di Brieg | Gioacchino Federico di Brieg        |                                    |  |  |       |  |  |                                   |  |  |                              |  |
|                                        | Giovanni Cristiano di Brieg | Anna Maria di Anhalt                |                                    |  |  |       |  |  |                                   |  |  |                              |  |
| Giorgio III di Brieg                   | Giovanni Cristiano di Brieg |                                     |                                    |  |  |       |  |  |                                   |  |  |                              |  |
|                                        |                             | Dorotea Sibilla di Brandeburgo      | Giovanni Giorgio di Brandeburgo    |  |  |       |  |  |                                   |  |  |                              |  |
|                                        |                             | Dorotea Sibilla di Brandeburgo      | Giovanni Giorgio di Brandeburgo    |  |  |       |  |  |                                   |  |  |                              |  |
|                                        |                             | Dorotea Sibilla di Brandeburgo      | Elisabetta di Anhalt-Zerbst        |  |  |       |  |  |                                   |  |  |                              |  |
| Dorotea Elisabetta di Legnica          |                             | Dorotea Sibilla di Brandeburgo      |                                    |  |  |       |  |  |                                   |  |  |                              |  |
|                                        |                             | Carlo II di Münsterberg-Oels        | Enrico II di Münsterberg-Oels      |  |  |       |  |  |                                   |  |  |                              |  |
|                                        |                             | Carlo II di Münsterberg-Oels        | Enrico II di Münsterberg-Oels      |  |  |       |  |  |                                   |  |  |                              |  |
|                                        |                             | Carlo II di Münsterberg-Oels        | Margherita di Meclemburgo-Schwerin |  |  |       |  |  |                                   |  |  |                              |  |
| Sofia Caterina di Münsterberg-Oels     |                             | Carlo II di Münsterberg-Oels        |                                    |  |  |       |  |  |                                   |  |  |                              |  |
|                                        |                             | Elisabetta Maddalena di Brieg       | Giorgio II di Brieg                |  |  |       |  |  |                                   |  |  |                              |  |
|                                        |                             | Elisabetta Maddalena di Brieg       | Giorgio II di Brieg                |  |  |       |  |  |                                   |  |  |                              |  |
|                                        |                             | Elisabetta Maddalena di Brieg       | Barbara di Brandeburgo             |  |  |       |  |  |                                   |  |  |                              |  |
|                                        |                             | Elisabetta Maddalena di Brieg       |                                    |  |  |       |  |  |                                   |  |  |                              |  |